# Вилис Рид
Вилис Рид Млађи (енгл. Willis Reed Jr.; Дјубах, Луизијана, 25. јун 1942 — Хјустон, 21. март 2023) био је амерички кошаркаш и кошаркашки тренер. Играо је на позицији центра. Био је један од главних играча у екипама Никса које су освојиле две једине титуле првака НБА за тај тим, 1970. и 1973. Један од најпознатијих тренутака у његовој каријери је 7. утакмица финала 1970. када је са повређеном ногом ушао на терен, и убацио први поен на утакмици у којој су Никси напослетку добили Лејкерсе.

## Биографија
Изабран је у 2. кругу као 8. пик НБА драфта 1964. од стране Њујорк никса. Читаву професионалну играчку каријеру, од 1964. до 1974, провео је у Њујорк никсима. Освојио је две титуле НБА лиге, једном је проглашен за најкориснијег играча лиге у сезони 1969/70. Примљен је у Меморијалну кошаркашку кућу славних Нејсмит 1982. године. Године 1996. проглашен је за једног од „50 најбољих играча у историји НБА лиге“. Његов дрес с бројем 19 Никси су повукли из употребе.
Након што се повукао, скоро целу деценију је радио као помоћник и главни тренер у неколико тимова, а затим је унапређен у генералног менаџера и потпредседника кошаркашких операција у Њу Џерзи нетсима. Као потпредседник кошаркашких операција, водио их је до два НБА финала 2002. и 2003.

## Успеси

### Клупски
- Њујорк никси:
  - НБА (2): 1969/70, 1972/73.

### Појединачни
- Најкориснији играч НБА (1): 1969/70.
- Најкориснији играч НБА финала (2): 1969/70, 1972/73.
- НБА Ол-стар меч (7): 1965, 1966, 1967, 1968, 1969, 1970, 1971.
- Најкориснији играч НБА Ол-стар меча (1): 1970.
- Идеални тим НБА — прва постава (1): 1969/70.
- Идеални тим НБА — друга постава (4): 1966/67, 1967/68, 1968/69, 1970/71.
- Идеални одбрамбени тим НБА — прва постава (1): 1969/70.
- Новајлија године НБА: 1965.
- Идеални тим новајлија НБА: 1964/65.